# Sandra Nasić
Sandra Nasić (Göttingen, 25 de Maio de 1976) é uma cantora alemã, mais conhecida como vocalista da banda Guano Apes.

## Biografia
Sandra nasceu na Alemanha, filha de pais croatas. Após terminar o ensino secundário planeava estudar arte e design. Numa noite em 1994, os outros três futuros membros da banda abordaram-na. Nasic foi apresentada à banda por um amigo que queria a opinião dela sobre uma cantora que tinha encontrado para um projecto em mente. De acordo com o guitarrista Henning Ruemenapp, a banda acabou por "levar" Sandra.
Em 2001, recebeu o prémio EinsLive Krone de melhor cantora, que é atribuído por uma estação de rádio alemã.
Após a sua banda, Guano Apes, lançar o seu álbum de êxitos, Planet of the Apes em Fevereiro de 2005, ela anunciou que ia iniciar a sua carreira a solo, acabando por lançar o seu álbum de estreia a 29 de Outubro de 2007, de nome The Signal (álbum de Sandra Nasić). Em Portugal o álbum foi posto à venda a 18 de Fevereiro de 2008.

## Discografia
Álbuns de estúdio com Guano Apes
- Proud Like a God (1997)
- Don't Give Me Names (2000)
- Walking on a Thin Line (2003)
- Bel Air (2011)
- Offline (2014)

Álbuns a solo
- The Signal (álbum de Sandra Nasić) (2007)